# Машинцов, Сергей Сергеевич
Сергей Сергеевич Машинцов (род. 20 апреля 1987) — российский пауэрлифтер.

## Карьера
Выступая в юниорском разряде, становился вице-чемпионом России 2008 года, чемпионом России 2010 года и чемпионом мира 2010 года.
В 2011 году завоевал серебро чемпионата России и серебро европейского чемпионата.
В 2012 году становится чемпионом России и чемпионом Европы.
В 2013 году Сергей становится чемпионом России, а с чемпионата мира привозит бронзу.
В 2015 году Машинцов становится чемпионом России и вице-чемпионом Европы.
В 2017 году становится серебряным призером чемпионата России и едет на чемпионат Европы, где успешное выступление на 9 подходов гарантирует ему золотую медаль и личный рекорд в сумме 1015 кг 
В 2019 году становится чемпионом Мира в Дубае с результатом 1030 кг
В 2022 году присвоено звание Заслуженный Мастер Спорта России
Тренируется в Сургуте, тренеры - Фролов М.Н. и Ритвинский И.П.